# Андреево (Большесельский район)
Андреево — деревня в Большесельском сельском поселении Большесельского района Ярославской области.

## Население
По данным статистического сборника «Сельские населенные пункты Ярославской области на 1 января 2007 года», в деревне Андреево проживает 14 человек . По топокарте на 1981 год в деревне проживало 0,05 тыс. человек . 

## География
Деревня расположена в южной части района, на расстоянии около 3 км к юго-востоку от районного центра Большое Село. Она стоит на возвышенности над левым реки Молокша, при пересечении этой реки дорогой из Большого Села на юго-восток. На противоположном берегу Молокши стоит деревня Федорково .